# ネビュラ・75
『ネビュラ・75』（Nebula-75）は、2020年から2021年にかけて都市封鎖中のイギリスでセンチュリー21フィルムズが製作したスーパーマリオネーション作品である。1960年代のジェリー・アンダーソン・シルビア・アンダーソン夫妻らによる一連のテレビシリーズの影響を受けている。2022年1月現在、合計12本が公開されている。

## ストーリー
2120年代、地球から3300万マイル（約5300万km）離れた宇宙を航行するネビュラ・75に乗るレイ・ネプチューン船長、アステロイド博士、ロボットのサーキットらの宇宙での冒険物語。

## 概要

### 製作

#### 第1期
新型コロナウイルスによるロックダウン下のイギリス・ロンドンで、同居するCentury 21 Filmsの社員3名が自宅をスタジオとして製作した人形劇。彼らはドキュメンタリー『フィルムド・イン・スーパーマリオネーション』や『サンダーバード』の50周年企画『サンダーバード50周年記念エピソード』、『刑事モース』でのゲスト出演などでスーパーマリオネーション作品を製作してきた。このときの経験や資材を活かし、低予算ながらも完成度の高い人形劇を製作した。
当作は、必要最低限の資材をもってロックダウン下で製作されていることをスーパーマリオネーションの名に掛けて「スーパーアイソレーション」（超隔離）方式での製作、録音も『スーパーカー』から『サンダーバード』で使用されたWestrexのロゴを真似たLo Budget（低予算）方式とクレジットされた。こうしたコロナ禍での製作は、ハル大学の外出制限下での芸術活動の可能性や挑戦を調査するプログラム「Arts in Isolation」でも取り上げられた。

#### 第2期
イギリスでの都市封鎖制限の解除もあり、第2期はロンドンの上述の自宅の外で撮影が行われた。
脚本・監督も第1期は全て同一メンバーによるものだったが、第2期は監督に1965年の『サンダーバード』や『サンダーバード55』で監督を務めたデイヴィッド・エリオットやアンドリュー・T・スミスが、脚本にジェラルディン・ドナルドソンが入るなどの変化が訪れた。

### 音楽

#### バリー・グレイ作曲のもの
本作では一連のジェリー＆シルヴィア・アンダーソン夫妻の作品と同じくバリー・グレイの音楽が使用されているが、テレビ番組のために作られた音楽はほとんど使用されず、テーマ曲には1966年の造船ドキュメンタリー『Ships for the World - Built in Britain』のテーマ曲が使用されている。そして劇伴や効果音には同ドキュメンタリーの劇伴や別のコマーシャルのために書かれた曲が使用されている。オリジナル公開版の第3号以降のエンデイングにはメアリー・ジェインの歌う「ロボット・マン」が原則として使用されている。その他第10号に挿入歌として同じくメアリー・ジェインの歌う「Just the Same as I do」が使われた。

#### その他
本作では広義のスーパーマリオネーション製作のテレビ番組では『スーパーカー』第1期以来となるバリー・グレイ作曲以外の音楽も用いられた。第6号では本作でアテナの声を務めるジェラルディン・ドナルドソンの歌うフランスの童謡「小さな舟が一艘ありました」が流れた。さらに、トレヴァー・ダンカン作曲の曲（「Citizens of the World」：第8号と第11号、「The Challenge of Space - Celestial Glory」：第12号）が使用された。また、同じく第12号ではゲオルク・フリードリヒ・ヘンデル作曲の『ジョージ2世の戴冠式アンセム』から「司祭ザドク」HWV 258が使用された。第11号ではその他に「酔いどれ水夫」のアレンジであるキース・ペプワース作曲の「Nauticalities」、ウェイン・ヒル作曲の『ザ・パワー・ゲーム』第1期テーマ曲が用いられた。

## 公開

### インターネットでの配信

#### YouTube
公開は世界同時にYouTubeとFacebookで行われていたが、2021年5月24日をもって後述する長編のものは終了した。これ以降は不定期で無料配信が行われている。
| 配信期間                        | 配信話名                   | 備考     | 出典                |
| ------------------------------- | -------------------------- | -------- | ------------------- |
| 2021年12月14日 - 2021年12月23日 | ネビュラ75の驚異の宇宙旅行 |          | [ 8 ] [ 9 ]         |
| 2021年12月23日 - 2022年03月06日 | …すると光があった          |          | [ 9 ] [ 10 ] [ 11 ] |
| 2022年03月08日 - ？             | ネビュラ75の驚異の宇宙旅行 |          | [ 12 ]              |
| 2021年07月09日頃 - ？           | …すると光があった          |          | [ 13 ]              |
| 2022年10月15日 - 2022年10月22日 | 墜落                       |          | [ 14 ]              |
| 2022年10月23日 - 2022年10月29日 | 先人たちの遺灰             |          | [ 15 ]              |
| 2022年10月29日 - 2022年11月05日 | 恐怖の貨物船               |          | [ 16 ]              |
| 2022年11月05日 - 2022年11月12日 | 黄鉄鉱                     |          | [ 17 ] [ 18 ]       |
| 2022年11月13日 - 2022年11月19日 | 泥棒貴族                   |          | [ 19 ]              |
| 2022年11月20日 - 2022年11月26日 | ショート回路               |          | [ 20 ]              |
| 2022年11月27日 - 2022年12月03日 | ひとりぼっち               |          | [ 21 ]              |
| 2022年12月04日 - 2022年12月10日 | ネビュラ75                 | 前半部分 | [ 22 ]              |
| 2022年12月11日 - 2022年12月17日 | ネビュラ75の驚異の宇宙旅行 |          | [ 23 ] [ 24 ]       |
| 2022年12月18日 - ？             | クリスマスのペテン師たち   |          | [ 24 ]              |
| 2023年03月16日 - ？             | …すると光があった          |          | [ 25 ] [ 26 ]       |
| 2023年05月25日 - ？             | ネビュラ75の驚異の宇宙旅行 |          | [ 27 ]              |
| 2023年07月17日 - ？             | 墜落                       | [ 注 5 ] | [ 29 ]              |
| 2023年10月28日 - ？             | 恐怖の貨物船               |          | [ 30 ]              |
| 2023年11月01日 -                | ひとりぼっち               |          | [ 31 ]              |
| 2023年11月04日 - ？             | 黄鉄鉱                     | [ 注 6 ] | [ 33 ]              |
| 2023年11月12日 -                | ネビュラ75の驚異の宇宙旅行 | [ 注 7 ] | [ 35 ]              |
| 2023年12月24日 - ？             | クリスマスのペテン師たち   |          | [ 36 ] [ 37 ]       |
| 2024年05月04日 - ？             | 第1期全話                  |          | [ 38 ] [ 39 ]       |
| 2024年05月11日 - ？             | 第2期全話                  |          | [ 40 ] [ 41 ]       |
| 2024年05月25日 -                | 傑作5本                    | [ 注 8 ] | [ 42 ]              |
| 2024年10月31日 -                | 恐怖の貨物船               |          | [ 43 ]              |
| 2024年11月26日 -                | ショート回路               | 全長版   | [ 44 ]              |
| 2024年12月15日 -                | 墜落                       |          | [ 45 ]              |
| 2024年12月20日 -                | クリスマスのペテン師たち   |          | [ 46 ]              |
| 2024年12月29日 -                | …すると光があった          |          | [ 47 ]              |
| 2025年01月04日 -                | 黄鉄鉱                     |          | [ 48 ]              |
| 2025年01月19日 -                | 先人たちの遺灰             |          | [ 49 ]              |
| 2025年02月04日 -                | ネビュラ75の驚異の宇宙旅行 |          | [ 50 ]              |
| 2025年03月08日 -                | クリスマスのペテン師たち   |          | [ 51 ]              |
| 2025年04月25日 -                | ネビュラ75                 | [ 注 9 ] | [ 52 ]              |

#### Amazon プライム・ビデオ
Amazonプライム・ビデオでの配信は、英国では2021年2月10日（グリニッジ標準時）から、米国では同年2月27日（同）から第1シリーズ（通算第1-7号）が、さらに英国では同年5月23日（英国夏時間）から加えて第8号以降が、順次行われている。2021年下半期以降公開のエピソードはAmazonプライム・ビデオおよびVimeoでレンタル・販売が行われているが、日本はその対象地域に入っていない。

#### 日本での配信
日本ではスターチャンネルEXにて吹替版と字幕版が2022年2月10日から第1-8号が一挙に配信され、第9-12号も同年3月7日より毎週1話ずつ配信が開始された。スターチャンネルEXのランキングでは4月5日に1位を獲得している。

### 放送
世界初のテレビ放送が2022年2月から日本のBS放送局スターチャンネルで行われた。この際、英国で2回に分割されて放送された第1号「Nebula-75」と第2号「The Storm Before the Calm」は統合された他、第3号「Short Circuit」と第4号「No One I Think Is in My Tree」はいくつかの場面が追加された。
| 放送日                          | 曜日     | 放送時間                       | 放送局                       | 形態   | 備考                                                 | 出典                        |
| ------------------------------- | -------- | ------------------------------ | ---------------------------- | ------ | ---------------------------------------------------- | --------------------------- |
| 2022年02月13日 - 2022年04月24日 | 毎週日曜 | 21:00 - 21:30/45               | スターチャンネル Star 1      | 吹替版 |                                                      | [ 64 ] [ 65 ] [ 66 ]        |
| 2022年02月18日 - 2022年04月29日 | 毎週金曜 | 13:00 - 13:30/45               | スターチャンネル Star 1      | 字幕版 |                                                      | [ 64 ] [ 65 ] [ 66 ]        |
| 2022年03月06日                  | 日曜日   | 19:30 - 21:30                  | スターチャンネル Star 1      | 吹替版 | #1-4                                                 | [ 65 ]                      |
| 2022年12月31日                  | 日曜日   | 03:00 - 10:00                  | スターチャンネル Star 2 / 4K | 字幕版 | 年末年始スペシャル 海外ドラマ駅伝6シリーズ一挙放送！ | [ 67 ] [ 68 ] [ 69 ] [ 70 ] |
| 2023年01月04日 - 2023年01月06日 | 水―金    | 17:00 - 19:10/45 18:00 - 20:15 | スターチャンネル Star 3      | 吹替版 |                                                      | [ 67 ] [ 68 ] [ 69 ] [ 70 ] |

### 劇場公開
劇場公開用特別編として第1号「Nebula-75」が『サンダーバード55/GoGo』とともに劇場で上映されている。この際、冒頭のサーキットの独白部分は新しいものに差し替えられ、さらにエンディングも第2号「The Storm Before the Calm」のスタッフと併せたものが「Robot Man」に載せて流れた。

## 登場人物

### ネビュラ・75の乗員
レイ・ネプチューン船長（第1-11号）
声：Justin T. Lee／森川智之
ネビュラ・75の船長。航行中に様々な事態が発生しても、果敢に立ち向かって行く。
ヘルマン・アステロイド博士（第1-11号）
声：Stephen La Rivière／緒方賢一
ネビュラ・75に乗り込むドイツ人科学者。
サーキット（第1-11号）
声：Justin T. Lee／影平隆一
ネビュラ・75の操縦や乗員の手伝いなどを行うロボット。ネビュラ・75が地球を出発した時ですら古い型だった。
ジェームズ・マーキュリー大尉（第2-4号・第6-11号）
声：Stephen La Rivière／武藤正史
ネビュラ・75の乗員。
ステラ・ソルスティス大尉（日本版第3号、第4-11号）
声：Lindsay Lee／園崎未恵
ネビュラ・75の女性乗員。
ネビュラ75のアナウンス
声：Justin T. Lee／武藤正史

### その他
アテナ（第1号・第2号・第4号・第6-8, 10号）
声：Géraldine Donaldson／早見沙織
宇宙乙女（Space Maiden）。テレパシーで会話する。
ラスティ（第3号・第7号）
声：Stephen La Rivière／稲葉実
スクラップ商人のイギリス人。ラコニアン水晶が破損していたが、サーキットらに助けられた。
その後、ネビュラ・75の乗員と協力してモンター卿夫妻の「慈善活動」に終止符を打つ。
謎の声（第4号）
声：Stephen La Rivière／大塚芳忠
ネプチューン船長とサーキットを船から誘拐した邪悪な存在。
ハリー・モンター卿とレディ・シビル・モンター（第5号・第7号）
声：Stephen La RivièreとLiz Comstock-Smith／銀河万丈と高島雅羅
ネビュラ・75にエンジントラブルのために助けを求めてきた英国貴族の夫婦に見えたが強盗団であった。
クリスマス頃には広域地区孤児慈善協会（The Regional Orphans Benevolent Society）と称して様々な船から機材を得ていた。
ジュリエット・デステニー（第7号・第10号）
声：Samira Ahmed／小山茉美
ATVテレビジョン・ネットワークのレポーター。
ハリソン医療船の船長とドゥーリトル号の船長（第7号）
声：Chris Dale
広域地区孤児慈善協会に様々な機材を寄付した。
デイヴ監督（第8号）
声：David Graham／羽佐間道夫
ネプチューンも子供のときから観ていたような古典的映画を製作していた監督。引退前に大作を製作しようとネビュラ・75の乗員に話を持ちかける。
ヴィクター・イマチュア（第8号）
声：
デイヴ監督が2090年に製作した映画『Disappointment in London』に出演した男性俳優。
ユージン・ピストン教授（第9号）
声：Stephen La Rivière／中尾隆聖
惑星ウルトララリウムに住む科学者。
ガニメデ将軍（第10号）
声：Stephen La Rivière／大塚明夫
ネビュラ75計画を率いるゾディアック宇宙センターの長官。
アトラス博士（第10号）
声：Andrew T. Smith／西村知道
ゾディアック宇宙センターの科学者。
トリトン大尉（第10号）
声：Andrew T. Smith／花輪英司
ゾディアック宇宙センターの管制官。
ミス・ルナ（第10号）
声：
ガニメデ将軍の秘書。
マーシュ（第10号）
声：
ゾディアック宇宙センターの職員。
キャズウェル船長（第11号）
声：Stephen La Rivière／立木文彦
宇宙海賊。
プロメテウス・ロボット1,2,3号（第12号）
声：なし

## スタッフ

### 英国版
- 監督：スティーブン・ラリビエー（第1‒8,10,12号）、アンドリュー・T・スミス（第9号）、デイヴィッド・エリオット（第11号）
- 撮影：スティーブン・ラリビエー（第1‒10,12号）
- 撮影監督：スティーブン・ラリビエー（第11号）
- 製作：アンドリュー・T・スミス（第1‒8,10‒12号）、スティーブン・ラリビエー（第9,11号）
- 編集：スティーブン・ラリビエー（第9号）、エリオット・パヴェリン（第11号）
- 撮影後作業・特撮：ジャスティン・T・リー（第1,  3‒8号）、エリオット・パヴェリン（第1‒12号）
- キャラクター監督：ジェラルディン・ドナルドソン（第8号）
- 美術部門：ジェラルディン・ドナルドソン （第1‒7号）、ヒルトン・フィッツスミス（第8号）
- 台詞編集：アンドリュー・T・スミス（第6‒8号）
- 台詞シンクロ：アンドリュー・T・スミス（第6‒12号）、スティーブン・ラリビエー（第9,10,12号）、トマス・サマーズ（第12号）
- 模型・プロップデザイン：ヒルトン・フィッツスミス（第1‒12号）、カール・スターリング＝ステュワート（第5号）、デイヴィッド・トレモント（第7号）、クリス・キャッセル（第8号）
- 壁画：スティーブン・マンズフィールド（第12号）、ジェラルディン・ドナルドソン（第12号）
- 人物造形：スティーブン・マンズフィールド（第9,11,12号）、メアリー・ターナー（第12号）
- 人形彫刻：スティーブン・マンズフィールド（第1‒12号）、メアリー・ターナー（第1‒2,  4,  6-8,10,12号）、バリー・デイヴィス（第3号）、クリス・キング（第7,10号）
- 人形製作：バリー・デイヴィス（第1‒12号）、ジョナサン・サヴィール（第9‒12号）トビー・チェインバーレイン（第1‒12号）
- 人形操演進行：ジェラルディン・ドナルドソン（第9‒12号）
- 人形操演監督：エリオット・パヴェリン（第1‒12号）、ジェラルディン・ドナルドソン（第5号）
- 人形操演：スティーブン・ラリビエー（第9‒12号）、アンドリュー・T・スミス（第9,10,12号）、ヒルトン・フィッツシモンズ（第11号）、トマス・サマーズ（第12号）
- 特撮・動画：ジャスティン・T・リー（第9‒12号）、エリオット・パヴェリン（第9‒12号）、スティーブン・ラリビエー（第9‒12号）、ヒルトン・フィッツシモンズ（第9‒12号）
- 海賊技師：アンドリュー・T・スミス（第11号）
- 製作補佐：オスカー・ペリロ（第9号）
- 追加小道具：アレックス・カーライル（第9号）、クリス・カーセル（第10号）、エレイナー・ブレアトン（第11号）、エヴァ・マイケル＝ホワイト（第11号）
- 追加合成：ジャスティン・T・リー（第2号）
- 追加音響：ナイジェル・ヒース（第5号）
- 音声ミックス：ナイジェル・ヒース（第8‒12号）［ロンドン、モリネア社］
- 音声ミックス補佐：トビアス・クレイン（第8号）、ステュー・スミス［ロンドン、モリネア社］（第9‒12号）
- 録音：ヘレン・マイルズ（ロンドン、モリネア社）
- 特撮カメラマン：ボイド・スキナー（第6号）
- 第二特撮班：ボイド・スキナー（第8号）
- キャラクター撮影：スティーブン・ラリビエー（第8号）
- 衣装デザイン：リズ・コムストック＝スミス（第1‒12号）、ジェラルディン・ドナルドソン（第7-8号）
- 追加衣装：エレイナー・ブレアトン（第11号）、エヴァ・マイケル＝ホワイト（第11号）
- 脚本： スティーブン・ラリビエー ＆ アンドリュー・T・スミス（第1‒11号）、ジェラルディン・ドナルドソン（第12号）
- “Il Était un Petit Navire” 歌唱：ジェラルディン・ドナルドソン（第6号）
- 声の出演：サミラ・アーメド （第7, 10号）、メラニー・オルブライト（第10号）リズ・コムストック＝スミス （第5, 7号）、ジェラルディン・ドナルドソン （第2, 4, 5, 7, 8, 10, 12号）、ヒルトン・フィッツシモンズ（第10号）、デイヴィッド・グレアム（第8号）、ナイジェル・ヒース （第3, 7号）、ジャスティン・T・リー （第1‒12号）、リンジー・リー （日本版第3‒4号、第5‒12号）、エリオット・パヴェリン （第6号）、スティーブン・ラリビエー （第1‒12号）、アンドリュー・T・スミス （第6, 8, 10号）
- 音楽作曲・指揮：バリー・グレイ（第1-12号）
- “Citizens of the World”作曲：トレヴァー・ダンカン（第8,12号）
- 追加音楽作曲：トレヴァー・ダンカン（第11号）、ウェイン・ヒル（第11号）、キースパプワース（第11号）、ジョージ・フレデリック・ヘンデル（第12号）
- バリー・グレイ・アーカイヴ：ラルフ・ティッタートン（第1‒12号）、キャサリン・フォード（第1‒12号）
- 音楽レストア：マーク・エアーズ（第6-12号）
- スレイベル伴奏：ポール・ヘミングス（第7号）
- 製作マネージャー：スー・バック（第1‒12号）
- 製作アシスタント：オスカー・ペリロ（第12号）
- 謝辞：ナイジェル・ヒース（第1‒12号）、ボイド・スキナー（第2‒12号）、サミラ・アーメド （第7号）、スティーヴ・ベッグ（第8号）、モリネア（第8号）、ハーロウ区・バプテスト教会（第9‒11号）、トマス・サマーズ（第10号）、メラニー・オルブライト（第11号）
- 銀河融資：スティーヴ・レオナード（第1‒6号）［ロンドンの〈豚の貯金箱銀行〉を代表して］
- 祝祭融資：スティーヴ・レオナード（第7号）［北極の〈サンタ商人銀行〉を代表して］
- 未来融資：スティーヴ・レオナード（第8号）［ロンドンの〈モーグル映画社〉を代表して］
- 狂人融資：スティーヴ・レオナード（第9号）［〈うわ言を話す馬鹿会社〉を代表して］
- 償却用金：スティーヴ・レオナード（第10号）［ロンドンの〈夢幻消滅〉を代表して］
- 黄鉄鉱提供：スティーヴ・レオナード（第11号）［ロンドンの〈海賊社〉を代表して］
- 暗黒時代の光の提供：スティーヴ・レオナード（第12号）［ロンドンの〈豚の貯金箱銀行〉を代表して］
- 銀河間翻訳：エスター・ラッツ＝ドナルドソン（第12号）
- 撮影方式：スーパーマリオネーション（第1‒12号）、スーパーアイソレーション（第1‒12号）、ヴィデカラー（第8号）
- 録音方式：ロー・バジェット録音システム（第1‒12号）
- 製作会社：センチュリー21フィルムズ（第1‒12号）
- 日本語字幕：岸川靖（第1‒7号）

### 日本語版
- 翻訳：五十嵐薫
- 演出：佐藤宏樹
- 録音・調整：吉本晋
- 日本語字幕：船越智子・神田直美
- 制作：東北新社
- プロデュース：スターチャンネル

## エピソード

### 長編
2021年11月現在、一つの物語として楽しむことのできる「長編」十二本が製作されている。
| 第1シリーズ（2020–21年） |   |                                                                   |                          |                                                  |                         |                                                 |    |                   |
| 1 | 1 | "Nebula-75" "ネビュラ75"                                          | スティーブン・ラリビエー | スティーブン・ラリビエー アンドリュー・T・スミス | 2020年4月25日 17時00分  | 2022年1月7日（劇場上映）2022年2月13日（TV放映） | 1  | 10分14秒          |
| 5300万Km彼方を航行するネビュラ・75は突然謎の力によって54万キロ彼方まで飛ばされてしまった。原因不明のまま航行していると、再びその力が現れそれと同時に謎の美女までもが出現した。                                                                       |   |                                                                   |                          |                                                  |                         |                                                 |    |                   |
| 2 | 2 | "The Storm Before the Calm" "〔第1号と統合された〕"               | スティーブン・ラリビエー | スティーブン・ラリビエー アンドリュー・T・スミス | 2020年5月3日 17時00分   | 2022年2月13日                                   | 2  | 14分16秒          |
| どことなく現れたり消えたりする女性は自らを宇宙乙女アテナと名乗り、ネプチューンにあることを要請する。 |   |                                                                   |                          |                                                  |                         |                                                 |    |                   |
| 3 | 3 | "Short Circuit" "ショート回路"                                    | スティーブン・ラリビエー | スティーブン・ラリビエー アンドリュー・T・スミス | 2020年5月11日 14時30分  | 2022年2月20日                                   | 3  | 17分16秒 21分45秒 |
| 2120年2月、サーキットの真空管が焼けたことで動かなくなってしまった。交換部品もなく絶望する乗員の前にスクラップ商人ラスティの宇宙船が現れた。 |   |                                                                   |                          |                                                  |                         |                                                 |    |                   |
| 4 | 4 | "No One I Think Is in My Tree" "ひとりぼっち"                     | スティーブン・ラリビエー | スティーブン・ラリビエー アンドリュー・T・スミス | 2020年5月30日 21時30分  | 2022年2月27日                                   | 4  | 21分11秒 23分6秒  |
| 2120年6月、ネビュラ・75は宇宙の乱れに遭遇し、ネプチューンとサーキットの「心」は連れ去られ不思議な空間に閉じ込められてしまう。 |   |                                                                   |                          |                                                  |                         |                                                 |    |                   |
| 5 | 5 | "Heist Society" "泥棒貴族"                                        | スティーブン・ラリビエー | スティーブン・ラリビエー アンドリュー・T・スミス | 2020年6月16日 20時00分  | 2022年3月6日                                    | 5  | 27分44秒          |
| 2120年7月10日、ネビュラ・75のネプチューン船長はモンター卿夫妻の救難信号に答え、二人を船内に招き入れてサーキットに船内を案内させる。 |   |                                                                   |                          |                                                  |                         |                                                 |    |                   |
| 6 | 6 | "Freighter Fright" "恐怖の貨物船"                                 | スティーブン・ラリビエー | スティーブン・ラリビエー アンドリュー・T・スミス | 2020年10月31日 17時00分 | 2022年3月13日                                   | 6  | 25分43秒          |
| 2120年10月31日の真夜中にネビュラ・75は救難信号を傍受する。すぐに乗員達が調査をするも船内は無人で、さらに謎の歌も聞こえてきた。 |   |                                                                   |                          |                                                  |                         |                                                 |    |                   |
| 7 | 7 | "The Grift of the Magi" "クリスマスのペテン師たち"                | スティーブン・ラリビエー | スティーブン・ラリビエー アンドリュー・T・スミス | 2020年12月24日 18時00分 | 2022年3月20日                                   | 7  | 32分15秒          |
| 2120年のクリスマスイヴ、クリスマス気分のネビュラ・75の乗員の元に「広域地区孤児慈善協会」と称する団体に機材を寄付し座礁している宇宙船が現れる。 |   |                                                                   |                          |                                                  |                         |                                                 |    |                   |
| 第2シリーズ（2021年） |   |                                                                   |                          |                                                  |                         |                                                 |    |                   |
| 8 | 1 | "The Incredible Voyage of Nebula-75" "ネビュラ75の驚異の宇宙旅行" | スティーブン・ラリビエー | スティーブン・ラリビエー アンドリュー・T・スミス | 2021年5月12日 22時00分  | 2022年3月27日                                   | 8  | 34分40秒          |
| 2121年、超新星観測のための作戦を行うネビュラ・75の乗員たちの前に引退前に一作撮影したいデイヴ監督が現れる。彼は乗員たちを俳優としてアクション映画『スーパーノヴァ』を撮影し始めるが、その船長はサーキットで、ネプチューンは少尉の役となってしまった。 |   |                                                                   |                          |                                                  |                         |                                                 |    |                   |
| 9 | 2 | "Crash Landing" "墜落"                                            | アンドリュー・T・スミス  | スティーブン・ラリビエー アンドリュー・T・スミス | 2021年11月17日          | 2022年4月3日                                    | 11 | 29分30秒          |
| 2121年9月30日、惑星ウルトララリウムの調査のために着陸しようとしたネビュラ75は突然コントロールを失って惑星に墜落、飛行不能となってしまう。墜落し皆が気を失っている中、サーキットは何者かに誘拐される。                                                |   |                                                                   |                          |                                                  |                         |                                                 |    |                   |
| 10 | 3 | "For the Ashes of His Fathers" "先人たちの遺灰"                   | スティーブン・ラリビエー | スティーブン・ラリビエー アンドリュー・T・スミス | 2021年12月14日          | 2022年4月10日                                   | 10 | 34分57秒          |
| ネビュラ75が地球から打ち上げられてから1年後の2121年。地球のゾディアック宇宙センターのガニメデ将軍は、ネビュラ75が行方不明になったことで自ら宇宙船に乗って捜索をしに行くこととした。                                                                  |   |                                                                   |                          |                                                  |                         |                                                 |    |                   |
| 11 | 4 | "Fool’s Gold" "黄鉄鉱"                                            | デイヴィッド・エリオット | スティーブン・ラリビエー アンドリュー・T・スミス | 2021年12月20日          | 2022年4月17日                                   | 9  | 31分15秒          |
| コメット号に乗って調査にでかけたネプチューン船長は宇宙海賊のキャズウェル船長に捕らわれていた。キャズウェル船長はネプチューン船長の持っていた地図を宝の地図だと思い、その宝を手に入れようとしていた。                                                 |   |                                                                   |                          |                                                  |                         |                                                 |    |                   |
| 12 | 5 | "... And There Was Light" "…すると光があった"                     | スティーブン・ラリビエー | ジェラルディン・ドナルドソン                     | 2021年12月23日 19時00分 | 2022年4月24日                                   | 12 | 34分57秒          |
| 惑星エレバスに生命の兆しを発見したネビュラ75の乗員達は進路を変えて調査に向かう。しかし惑星の表面は呼吸できない大気に覆われていたため、サーキットを調査に向かわせると、ある洞窟にたどり着く。                                                         |   |                                                                   |                          |                                                  |                         |                                                 |    |                   |

### 短編
上記の「長編」とは別に、2021年6月現在「短編」として七本が公開されている。
| 2020年公開 |                                                            |                          |                                                   |                         |         |
| 1 | "All-New Nebula-75 Solar Smacks (Retro Advert)"            | TBA                      | TBA                                               | 2020年5月16日           | 1分21秒 |
| ネビュラ・75の乗員が架空の商品ソーラー・スマックスを宣伝するCM。 |                                                            |                          |                                                   |                         |         |
| 2 | "All-New Nebula-75 Solar Smacks (Retro Advert #2)"         | スティーブン・ラリビエー | スティーブン・ラリビエー／アンドリュー・T・スミス | 2020年5月18日           | 1分28秒 |
| 上記と同目的のCM。これらは当時のケロッグのCMを模している。 |                                                            |                          |                                                   |                         |         |
| 3 | "Circuit Break"                                            | TBA                      | TBA                                               | 2020年11月22日 20時30分 | 2分11秒 |
| サーキットの主催する番組「Circuit Break」にゲストとして招かれたネプチューン船長がサーキットからの質問に回答していくも……。                                                                                            |                                                            |                          |                                                   |                         |         |
| 2021年公開 |                                                            |                          |                                                   |                         |         |
| 4 | "All-New Nebula-75 Sonic Boom! (Retro Advert)"             | TBA                      | TBA                                               | 2021年6月25日           | 58秒    |
| 昨年のソーラー・スマックスと同趣旨のCM。アイス・ウラン・バルブが爆発し、熱暴走したネビュラ・75のエンジンの冷却のためにソニック・ブームを使用する。こちらは当時のライオンズ・メイドのアイス・ズームのCMを模している。 |                                                            |                          |                                                   |                         |         |
| 5 | "All-New Nebula-75 Sonic Boom! (Retro Advert #2)"          | TBA                      | TBA                                               | 2021年6月30日           | 43秒    |
| 上記と同じものを模したCM。アイス・プラネットへ到着したネビュラ・75の乗員たちが、必要としていたソニック・ブームを手に入れる内容。                                                                                     |                                                            |                          |                                                   |                         |         |
| 2022年公開 |                                                            |                          |                                                   |                         |         |
| 6 | "New! Nebula-75 Solar Smacks for Girls! (Retro Advert #3)" | TBA                      | TBA                                               | 2022年3月2日            | 1分4秒  |
| 未知の力に襲われたネビュラ75の乗員達が新しいエネルギー源を求め、ソーラー・スマックスを食べることで宇宙の力のバランスを保とうというもの。                                                                             |                                                            |                          |                                                   |                         |         |
| 7 | "New! Nebula-75 Solar Smacks (Retro Advert #4)"            | TBA                      | TBA                                               | 2022年3月5日            | 51秒    |
| 燃料切れを起こしたネビュラ75にソーラー・スマックスを接続し、危機を回避しようというもの。 |                                                            |                          |                                                   |                         |         |

## 反響
第1号の再生回数が製作者の思っていた以上あり、続けて第2号・第3号が作成された。公開以降、熱心なファンらによって、1960年代の雑誌の漫画やその本文を模したもの、ケロッグの外箱、模型などが製作されている。また、イギリスBBC Radio 4の番組「Front Row」でも監督のスティーブン・ラリビエーを呼んで紹介がなされた。さらに、2021年5月27日（英国夏時間）にハル大学芸術学部の「Arts in Isolation」でローラ・メイン博士の司会の下で取り上げられ、一部エピソード上映の他、Q&Aセッション、さらには舞台上でアパートでの撮影環境の再現、実演も行われた。

## ソフト
2020年に公開された第1-7号の日本語字幕つきのDVDとBlu-Rayソフトの購入予約が2021年3月6日（グリニッジ標準時）より開始されていたが、初回購入特典付きの予約は同年7月18日に終了した。2021年11月現在、第1シリーズのうち2020年に公開された7本（通算第1-7号）のソフトの購入が引き続き可能である。
2022年3月17日には第2期のソフトの購入予約が開始された。こちらは第1期と異なり英語字幕のみであるが、「ネビュラ75の驚異の宇宙冒険」の日本語吹替音声が収録されている。
なお、DVDもBlu-Rayもどちらもリージョン・フリーであるが、第1期のDVDはPAL規格であるため通常の日本のプレイヤーでは再生できない。
また、『サンダーバード55/GoGo』のBlu-RayおよびDVDにも本作の第1号が収録されている。

### DVD
- Nebula-75 The Complete 2120 Series 予約開始日：2021年3月6日（グリニッジ標準時）[121][122] 、初回購入特典付予約終了日：2021年7月18日（英国夏時間）[124]、発送：2021年7月20日（同）[130]
- Nebula-75 The Complete 2121 Series 予約開始日：2022年3月17日（グリニッジ標準時）[125][127]、発送：2022年5月16日（グリニッジ標準時）[131]
- 『サンダーバード55／GOGO』日本語劇場版 DVD：予約開始日：2022年5月20日（日本標準時）、発売予定：2022年8月3日（同）[129]。

### Blu-Ray
- Nebula-75 The Complete 2120 Series 予約開始日：2021年3月6日（グリニッジ標準時）[121][123] 、初回購入特典付予約終了日：2021年7月18日（英国夏時間）[124]、発送：2021年7月23日（同）[132]
- 日本語劇場版『サンダーバード55/GoGo』販売開始日：2022年1月7日（第1号のみ）[注 22]
- Nebula-75 The Complete 2121 Series 予約開始日：2022年3月17日（グリニッジ標準時）[125][126]、発送：2022年5月12日（グリニッジ標準時）[133]
- 『サンダーバード55／GOGO』コレクターズ・エディション（2枚組） Blu-ray ：予約開始日：2022年5月20日（日本標準時）、発売予定：2022年8月3日（同）[129]。

### 注
1. ↑  1960年代にイギリスにあったCentury 21 Productionとは別である。
2. ↑  詳しくは「反響」節参照のこと。
3. ↑  グレイの楽曲の管理者がFacebookグループの質問に対し「The title music of this film [the Shipbuilding film], is now the title music for Nebula 75.」と答えている[4]。
4. ↑  「Citizens of the World」が用いられた『ザ・プレーン・メーカーズ』の後継番組である。
5. ↑  2025年1月7日現在、限定公開扱いとなっている[28]。
6. ↑  2025年1月7日現在、限定公開扱いとなっている[32]。
7. ↑  2024年11月4日現在、限定公開扱いとなっている[34]。
8. ↑  「墜落」「ショート回路」「…すると光があった」「泥棒貴族」「ネビュラ75の驚異の宇宙旅行」の五本。「ショート回路」はスターチャンネルでも放送された拡大版。
9. ↑  番組公開5周年記念。スターチャンネルで放映されたものと同様の、最初にYouTubeで公開された第1号「Nebula-75」と第2号「The Storm Before the Calm」が統合されたもの。
10. ↑  英語版の声の出演に関してはTwitter[72][73][74][75][76]、日本語版のものに関しては[71][1][77][78][79]、および劇場公開版のクレジットを参照。
11. ↑  彼女は「Front Row」でラリビエーにインタビューを行っている。詳しくは「反響」節を参照のこと。またこのキャラクターの人形の顔も彼女を模して作られている[80]。
12. ↑  このキャラクターの名前は、彼女が幼少期にキャプテン・スカーレットを兄と観てエンゼル編隊の一員となった夢を見たため、エンゼル隊の一人ディスティニー・エンゼル（日本語版ではコンチェルト・エンゼル）のコードネームと、彼女の本名ジュリエット・ポントワンから名付けられた[81][82]。
13. ↑  このキャラクターの顔は、『ウエスタン・マリオネット 魔法のけん銃』から『サンダーバード』で監督を務めたデイヴィッド・エリオット（英語版）の90歳の誕生日を記念して彼の顔を元に作られている。また英語版で声を担当するデイヴィッド・グレアム（英語版）も『ウエスタン・マリオネット 魔法のけん銃』から『サンダーバード』、『ロンドン指令X』、『刑事モース』の「ムーン・レンジャーズ」で声の担当をするなど、スーパーマリオネーション作品と切っても切り離せない人物である。
14. ↑  デイヴィッド・エリオットがジェリー・アンダーソンの音声編集の助手として関わった映画『Appointment in London』（1953）が元ネタ。
15. 1 2  物語とそれ以外を区別するために本項で便宜上名付けたものであり、製作者はこの語を用いていない。
16. ↑  関係者が号数表記をしているため本項でも号数表記を採用した[83]。
17. ↑  第1–5号と第8号は英国夏時間、第6-7, 9-12号はグリニッジ標準時。
18. ↑  日本と英国で映像方式が異なり、日本版を英国版の時間に換算すると約20分53秒となる。
19. ↑  日本と英国で映像方式が異なり、日本版を英国版の時間に換算すると約22分11秒となる。
20. ↑  正式に公表はされていないが、他の話の製作番号[100][104][110]から推測すると9となる。
21. ↑  1-2と4-5は英国夏時間、3と6と7はグリニッジ標準時。
22. ↑  ただし日本語吹替音声＋吹替用字幕のみの収録である。